# Thibaudia dolichandra
Thibaudia dolichandra är en ljungväxtart som beskrevs av B. Maguire, J.A. Steyermark och J.L.Luteyn. Thibaudia dolichandra ingår i släktet Thibaudia och familjen ljungväxter. Inga underarter finns listade i Catalogue of Life.